# Masahiko Fukunaga
Masahiko Fukunaga (福長 正彦, Fukunaga Masahiko, né le 25 juillet 1979) est un athlète japonais spécialiste du sprint. 

## Carrière

### Palmarès
| Date | Compétition         | Lieu     | Résultat | Épreuve | Performance |
| ---- | ------------------- | -------- | -------- | ------- | ----------- |
| 2000 | Championnats d'Asie | Djakarta | 1re      | 200 m   | 20 s 78     |

### Records
| Épreuve    | Performance | Lieu     | Date             |
| ---------- | ----------- | -------- | ---------------- |
| 100 mètres | 10 s 25     | Ageo     | 27 mai 2000      |
| 200 mètres | 20 s 57     | Yokohama | 9 septembre 2000 |